# Kurt Brösamle
Kurt Brösamle (* 4. August 1906 in Oberstein; † ?) war ein deutscher Hörfunkjournalist und Diplom-Turn- und Sportlehrer.
Brösamle, in seiner Jugend Zehnkämpfer, war ab 1952 Sportchef des RIAS.